# Paradores de turismo (serie filatélica)
Paradores de turismo es el nombre de una serie filatélica emitida por Correos y Telégrafos de España desde el año 1998 hasta el 2005, dedicada a los Paradores de turismo diseminados por toda la geografía española. En total fueron puestos en circulación 8 sellos en 8 fechas de emisión diferentes.

## Descripción
| Fecha de emisión | Nombre del sello (descripción) | Dimensiones (mm) | Valor facial (en €) |
| ---------------- | --- | ---------------- | ------------------- |
| 12.03.1998       | 1) El Parador de Gredos en la localidad de Navarredonda de Gredos (Ávila)                                                                      | 40,9 × 28,8      | 35                  |
| 02.07.1999       | 1) El Parador de Cangas de Onís (Monasterio de San Pedro de Villanueva) en la localidad homónima (Asturias)                                    | 40,9 × 28,8      | 35                  |
| 07.04.2000       | 1) Parador nacional de Sos del Rey Católico en la provincia de Zaragoza                                                                        | 40,9 × 28,8      | 35                  |
| 16.03.2001       | 1) El Parador de Turismo de Plasencia, ubicado en el antiguo Convento de San Vicente Ferrer, construido en el siglo XV en estilo gótico tardío | 28,8 × 40,9      | 40 (0,24)           |
| 15.11.2002       | 1) El Parador de Alcañiz, levantado en un castillo-convento del siglo XII, en la localidad de Alcañiz (Teruel)                                 | 40,9 × 28,8      | 0,25                |
| 09.07.2003       | 1) El Parador de Jaén en el Castillo de Santa Catalina cerca de la ciudad de Jaén                                                              | 40,9 × 28,8      | 0,76                |
| 18.06.2004       | 1) el Parador de Lerma en la localidad de Lerma (Burgos)                                                                                       | 40,9 × 28,8      | 0,52                |
| 13.06.2005       | 1) El Parador de Oropesa en la localidad homónima (Toledo)                                                                                     | 40.9 × 28,8      | 1,95                |